# Kocakovacık, Keles
Koca Kovacık là một xã thuộc huyện Keles, tỉnh Bursa, Thổ Nhĩ Kỳ. Dân số thời điểm năm 2011 là 368 người.